# Germinação epígea
Em botânica, a germinação epígea é aquela em que o hipocótilo traz para fora da terra os cotilédones.
É aquela na qual os cotilédones ou uma estrutura semelhante como o escutelo permanecem no solo e dentro dos envoltórios da semente, enquanto o epicótilo se alonga acima do solo.